# Desa Kesambi (administrativ by i Indonesien, Jawa Timur, lat -8,15, long 111,80)
Desa Kesambi är en administrativ by i Indonesien.   Den ligger i provinsen Jawa Timur, i den västra delen av landet, 600 km öster om huvudstaden Jakarta.